# Helga Ancher

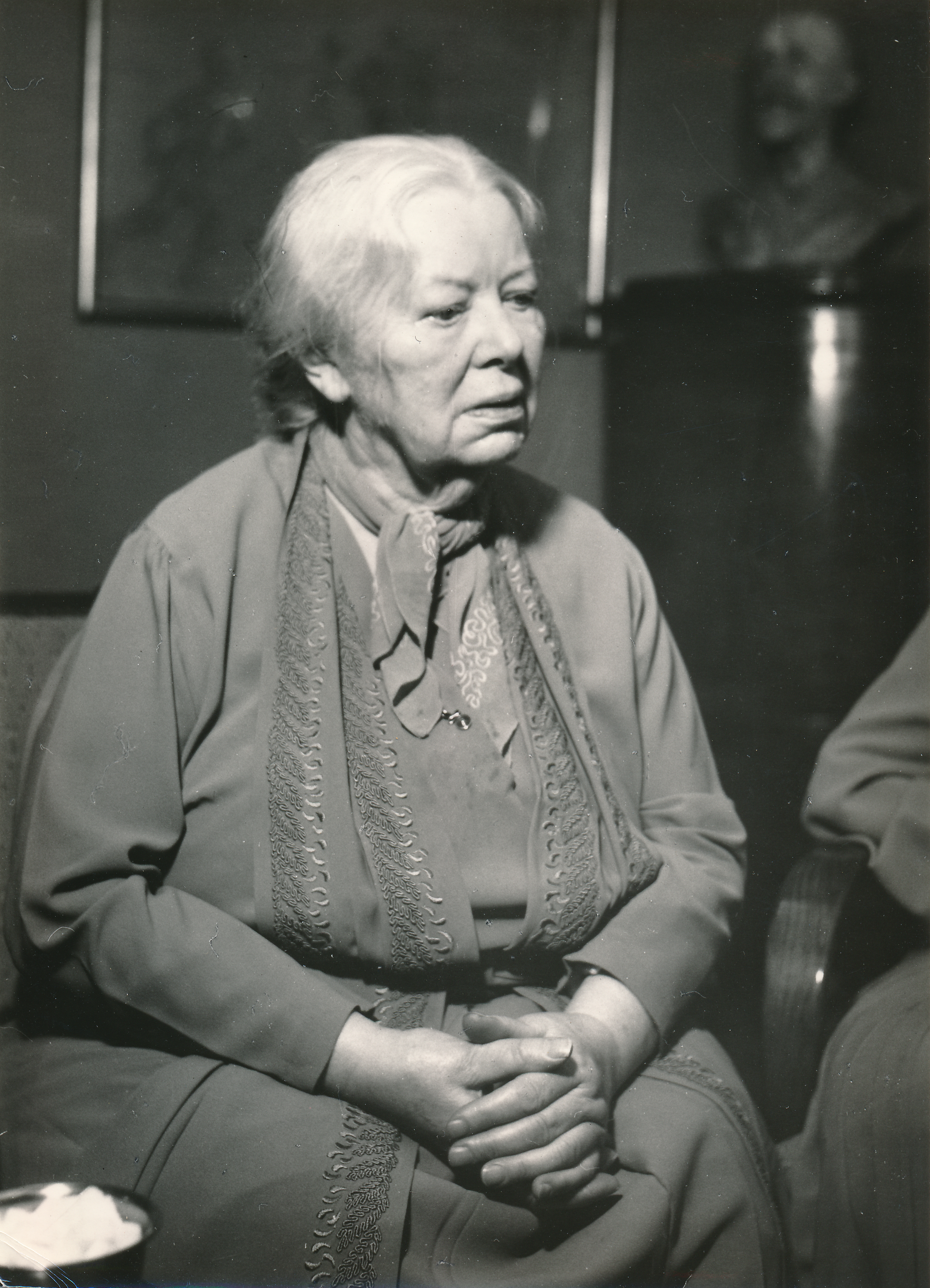
Fotografía, 1960

Helga Cathrine Ancher (Skagen, 19 de agosto de 1883-ibidem, 18 de marzo de 1964) pintora danesa del famoso grupo de los pintores de Skagen, colonia artística que se estableció al norte de Jutlandia. Era la hija única de los también pintores Anna y Michael Ancher. 

## Biografía
De 1901 a 1904 asistió a la Kunstakademmiets Kunstskole for Kvinder de Copenhague, donde estudió con Valdemar Irminger (1850-1938) o Viggo Johansen (1851-1935), y más tarde en París de 1909 a 1910 con Lucien Simon (1861-1945) y Émile-René Ménard (1861-1930).
Como a muchos hijos de grandes artistas, a Helga al principio le costó creer en su talento, y expuso poco y principalmente los conocidos motivos de Skagen. Aunque luego se destacó como pintora faunística con cuadros de colores apagados con motivos tipo caballos corriendo o depredores que recuerdan al romanticismo francés.
Al fallecer sus padres, siguió dirigiendo el Museo de Skagen, al que hizo grandes donaciones. Luego legó la casa de sus padres en Skagen, con sus ricas colecciones de bocetos y objetos personales, al Fondo Helga Ancher, que en 1967 inauguró la "Michael & Anna Anchers Hus" como museo.